# Sommer-Paralympics 2024/Teilnehmer (Kosovo)
| stlisierte Goldmedaille | stlisierte Silbermedaille | stlisierte Bronzemedaille |
| ----------------------- | ------------------------- | ------------------------- |
| —                       | —                         | —                         |

Kosovo entsandte bei seiner ersten Teilnahme einen Athleten zu den Paralympischen Sommerspielen 2024 in Paris. Als Fahnenträger bei der Eröffnungsfeier wurde Grevist Bytyci ausgewählt.

## Teilnehmer nach Sportart

### Leichtathletik
| Athleten       | Klassifizierung | Wettbewerb(e)   | Zeit/Weite  | Rang |
| -------------- | --------------- | --------------- | ----------- | ---- |
| Männer         |                 |                 |             |      |
| Grevist Bytyci | T46             | 1500 m – Finale | 4:32,88 min | 15   |